# Hofzug (Portugal)

Erhaltene Fahrzeuge des Hofzuges im Museu Nacional Ferroviário

Der Hofzug des portugiesischen Königs war der Hofzug des portugiesischen Königshauses.

## Hofzug

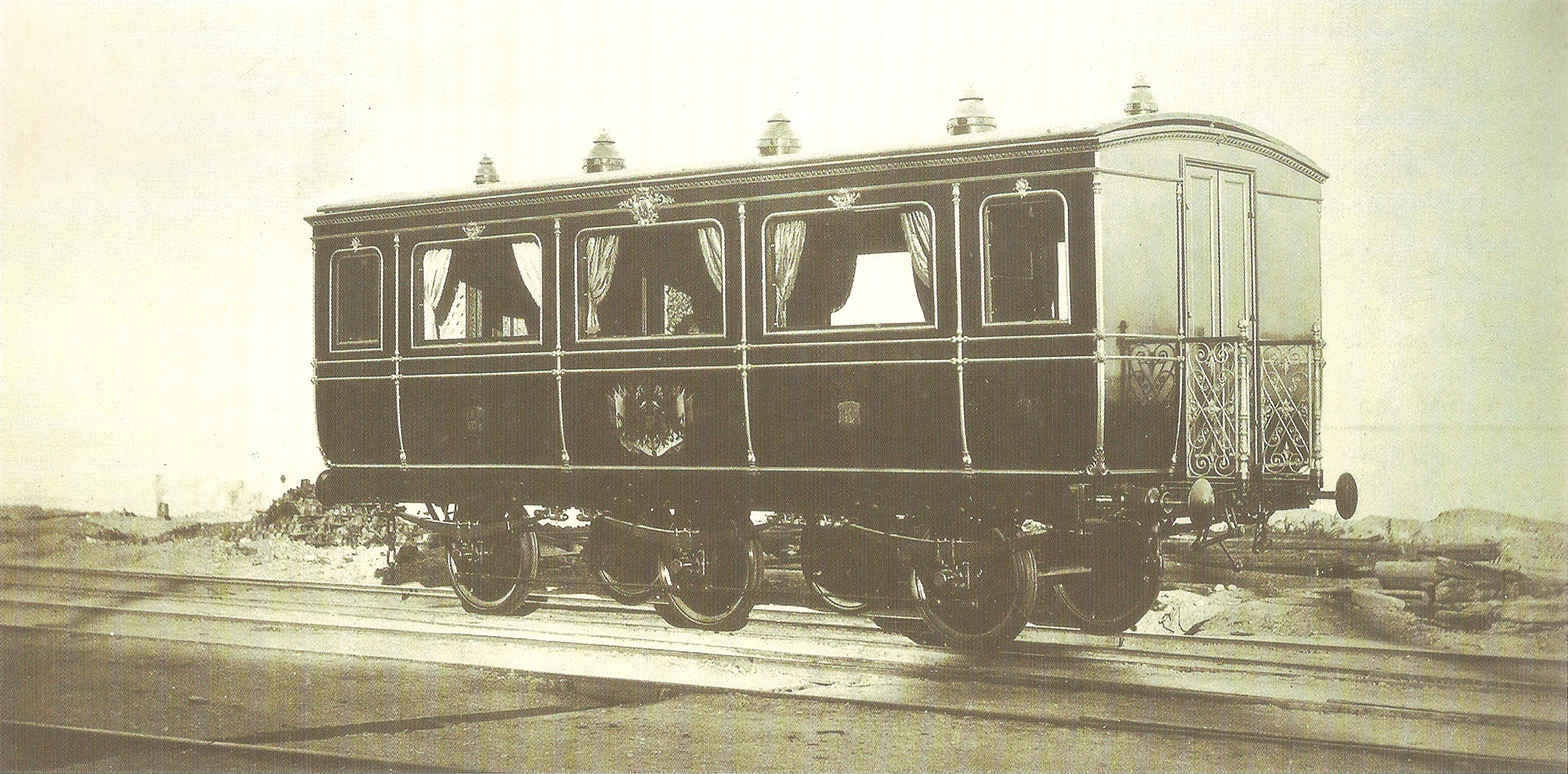
Einer der Wagen des Hofzuges von 1856

Der erste bekannte Hofzug, der in Portugal lief, stammte von 1856, dem Jahr der Eröffnung der ersten Bahnstrecke im Land, und bestand aus drei dreiachsigen Durchgangswagen, von denen zwei jeweils immer nur an einer Seite eine offene Einstiegsplattform hatten. Im Betrieb wurden dem Zug als Schutzwagen noch ein Pack- und ein Güterwagen beigestellt. Fahrzeuge aus dem Zug waren bis 1908 im Einsatz. Der Zug wurde von der portugiesischen Königsfamilie benutzt, wenn sie zu ihrem Palast in Vila Viçosa fuhr, den sie als Landsitz nutzte. Weiter belegt ist die Nutzung des Zuges für die Einweihung der Linha do Leste (1863) und der von Gustave Eiffel entworfenen Ponte Maria Pia über den Douro in Porto (1877). Mindestens eines der Fahrzeuge wurde bei einem Brand im Bahnbetriebswerk des Bahnhofs Santa Apolónia in Lissabon schon im 19. Jahrhundert zerstört.

## Weitere Salonwagen

### Salonwagen der Königin

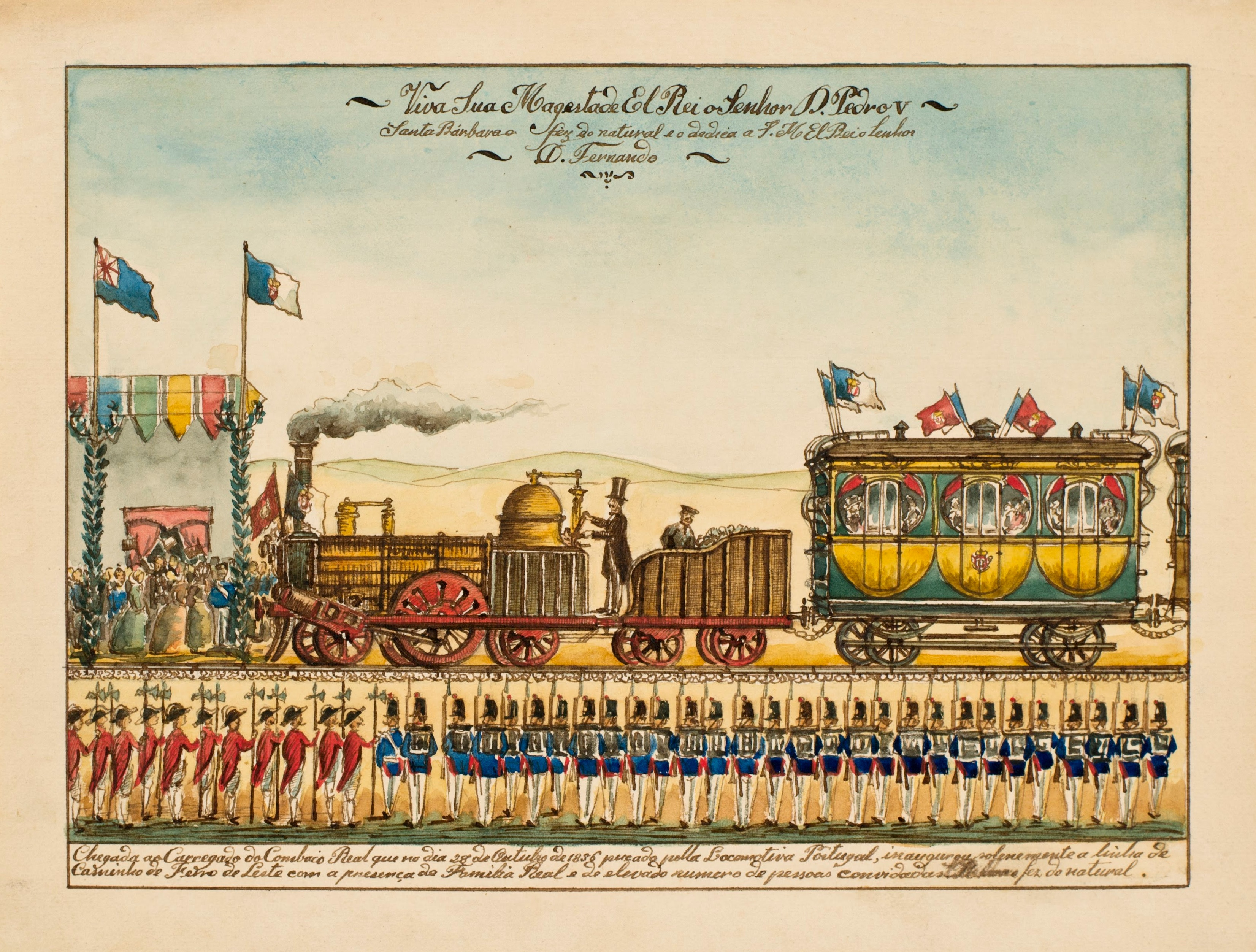
Ankunft des Hofzuges in Carregado am 28. Oktober 1865 – rechts: „Salonwagen der Königin“

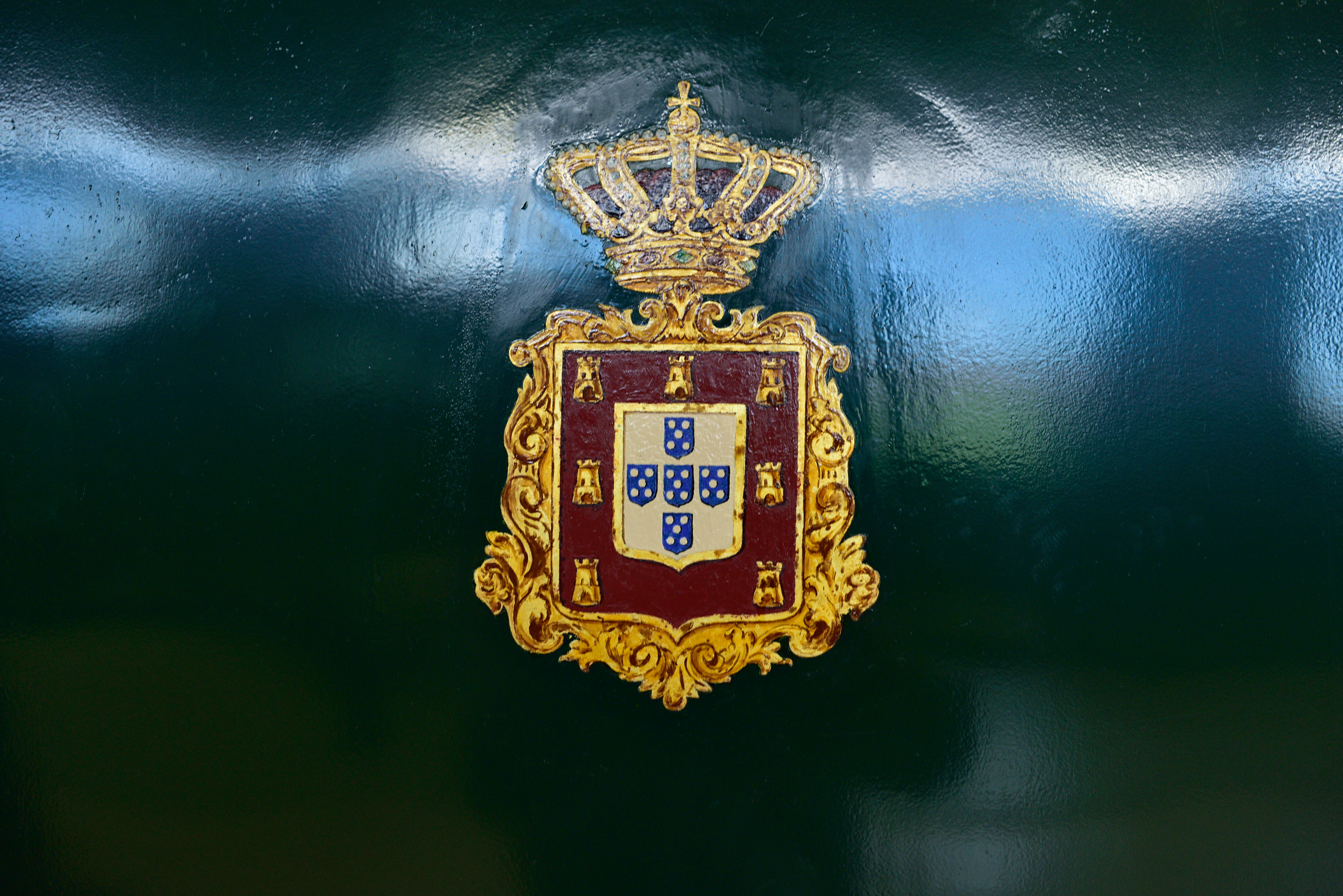
Wappen am „Salonwagen der Königin“

Der „Salonwagen der Königin“ war ein Geschenk des Königs Viktor Emanuel II. von Sardinien und Piemont an seine Tochter Maria Pia und seinen Schwiegersohn, König Ludwig I. von Portugal, 1862 anlässlich deren Hochzeit. Der Salonwagen wurde bei der belgischen Compagnie Géneral de Materiéls Chemins de Fer de Brussels in Auftrag gegeben und 1858 fertiggestellt. Der Wagen ist in einen Hauptsalon und einen weiteren Salon eingeteilt und hat eine Toilette. Die Ausstattung ist prächtig. Von der äußeren Form her gibt sich der Salonwagen mit drei aneinander gestellten Einzelabteilen in Kutschenform sehr altertümlich. Er ist erhalten und heute im Museu Nacional Ferroviário, dem nationalen Eisenbahnmuseum Portugals, in Entroncamento, ausgestellt.

### Kronprinzen-Wagen
Der Salão do Príncipe war ein Geschenk der Königin Maria Pia an ihren ältesten Sohn, den Prinzen Carlos, zu dessen 14. Geburtstag. Der Salonwagen wurde bei dem britischen Hersteller Ibbotson Brothers & Co Ltd. in Auftrag gegeben und 1877 fertiggestellt. Er erhielt die Betriebsnummer Nr. S 3001. Erstmals eingesetzt wurde das Fahrzeug anlässlich der Einweihung der Maria Pia-Brücke im selben Jahr.
Auch dieser Wagen hat einen Hauptsalon, einen weiteren Salon sowie eine Toilette und ist prächtig dekoriert. Er ist ebenfalls erhalten und wird im Museu Nacional Ferroviário ausgestellt.

### Weitere Fahrzeuge
Zwei weitere Salonwagen und ein Speisewagen für den Hofzug wurden 1890 bei Désouches David & Cie in Frankreich beschafft.

## Präsentation
Die erhaltenen Wagen wurden 1952 im Rahmen der Hundertjahrfeier der portugiesischen Eisenbahnen im Bahnbetriebswerk in Barreiro umfassend aufgearbeitet. 1979 bis 2010 waren sie im Eisenbahnmuseum Santarém ausgestellt. 2010 wurden sie in der Werkstätte des Museu Nacional Ferroviário konserviert und restauriert, um noch im selben Jahr in der Ausstellung „Royal European Journeys“ im Eisenbahnmuseum Utrecht in den Niederlanden gezeigt zu werden.
Heute ist der Wagen der Königin und der des Kronprinzen zusammen mit der Lokomotive D. Luiz („König Ludwig“) im Nationalen Eisenbahnmuseum von Portugal im Zugverband ausgestellt.
Die D. Luiz ist eine Dampflokomotive mit Schlepptender, die Beyer Peacock & Co, Manchester, als Lokomotive für den Hofzug 1862 fertigte. Sie ist nach dem damaligen portugiesischen König Ludwig I. benannt. Beyer Peacock stellte die Lokomotive noch vor Auslieferung auf der Londoner Weltausstellung 1862 aus, wo sie mit einer Goldmedaille ausgezeichnet wurde. In Portugal gehörte sie zunächst zum Bestand der Companhia dos Caminhos de Ferro Portugueses ao Sul do Tejo. Sie wurde häufig vor dem Hofzug auf Fahrten nach Vila Viçosa eingesetzt. Bis 1923 fuhr sie dann noch im Vorortverkehr von Lissabon auf der Südbahn.